# Mamá mechona
Mamá mechona foi uma telenovela chilena produzido e exibido pelo Canal 13 em 2014.

## Elenco
- Sigrid Alegría como Macarena Muñoz
- Paulo Brunetti como Rafael Amenábar
- Álvaro Espinoza como Andrés Mora
- Carolina Varleta como Leticia Mora
- Begoña Basauri como Silvana Cancino
- Pablo Schwarz como Reinaldo García
- Katyna Huberman como Marisol Cancino
- Álvaro Gómez como Agustín Valdivia "El Perro"
- Mariana Derderian como Lilian "Lily" Marín
- Catherine Mazoyer como Margarita
- Hernán Contreras como Sebastián Mora
- Felipe Armas como Raúl Reyes
- Liliana García como Aurora Larrañaga
- Paula Sharim como Yolanda Fuentes
- Simón Pesutic como Benjamín Keller
- Alonso Quintero como Emmanuel Peña
- Constanza Piccoli como Millaray Valdebenito
- Francisca Walker como Paula Alcaíno
- Marcela del Valle como Macarena “Macaruchi” Muñoz
- Jaime Artus como Nicolás Alvear
- Daniela Nicolás como Rebeca lorenzini
- Samuel González como Alejandro Reyes
- Dominique Gallego como Ignacia Novoa
- Catalina Castelblanco como Olivia Mora
- María Jesús Montané como Paz García
- Matias Silva como Pablo Mora
- Teresita Commentz como Colomba Castillo
- Gaspar Vigneaux como Guillermo "Memo" García